# István Bujtor

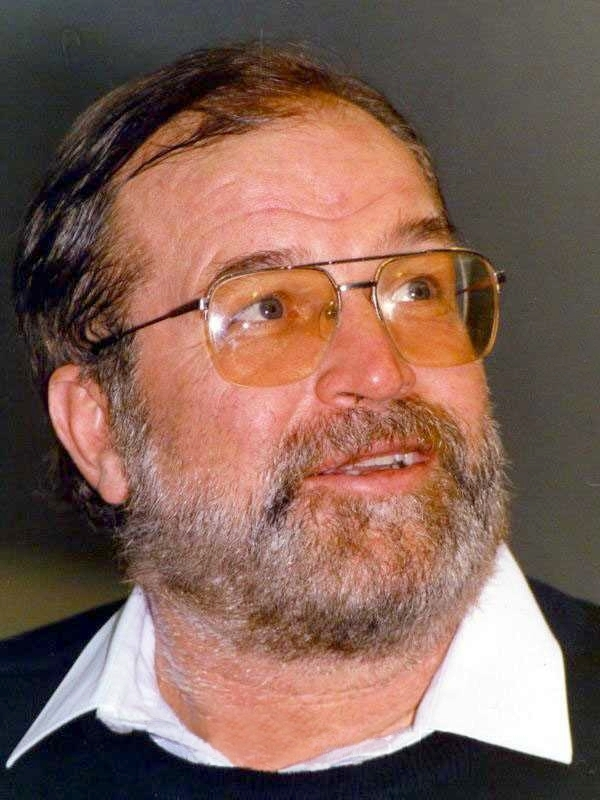
István Bujtor

István Bujtor (Boedapest, 5 mei 1942 - 25 september 2009) was een Hongaars acteur.
Bujtor studeerde in 1966 af aan de hogeschool voor economie, maar was al in 1963 door de regisseur
Félix Máriássy als filmacteur ontdekt. Vervolgens ging hij zich toeleggen op de toneelkunst en volgde toneelles. Hij ging spelen in Győr en aan het Nationaal Theater in Pécs en kwam in 1974 naar Boedapest, waar hij in 1977 een contract kreeg bij het Speel- en literair Theater kreeg. Sinds 1978 maakte István Bujtor deel uit van de groep acteurs van Mafilm.
In de jaren 1980 schreef hij het scenario voor de films A pogány madonna (De heidense Madonna, 1981) en Csak semmi pánik... (Geen paniek, 1982). Bujtor filmde ook in de DDR en Tsjechoslowakije.In 1980 speelde hij de titelrol in de meerdelige tv-film Sandor Mátyás - (Mathias Sandorf (1979).
Voor zijn hoofdrol in de speelfilm Búek! (Proost op het nieuwe jaar), kreeg István Bujtor in 1978 de prijs van beste mannelijke auteur van Hongarije.
- Gemeinsame Normdatei: 140796088
- International Standard Name Identifier: 0000 0001 0930 6549
- Library of Congress Control Number: no2008162137
- Virtual International Authority File: 107781870
- WorldCat: E39PBJwMxBXpxrj3ydtGjddqQq